# Курозвенки
Курозвенки (пол. Kurozwęki) — село в гмине Сташув Сташувского повята Свентокшиского воеводства Польши.
Население — 840 жителей (2005). Первое упоминание относится к XIII веку. Неизвестно, когда Курозвенки получили статус города, но сохранили его вплоть до 1870 года.
В Курозвенках располагалась родовая усадьба известного дворянского рода Курозвенцких (из которого вышли, среди прочих, Завиша Курозвенский — епископ краковский, Добеслав Курозвенцкий — регент Польши, другой Добеслав — воевода любельский и сандомерский).
В Курозвенках находятся: дворец и ферма бизонов.

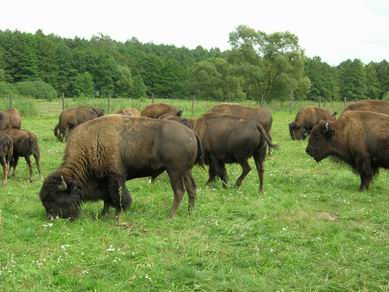
бизоны в Курозвенках